# Fulni-ô
I Fulni-ô (o anche Yatê, Furniô, Fornió, Carnijó, Iatê, Yatê) sono un gruppo etnico del Brasile che ha una popolazione stimata in circa 5.000 individui. Parlano la lingua Fulnio (codice ISO 639: FUN) e sono principalmente di fede animista.
Vivono nello stato brasiliano di Pernambuco. Alcuni Fulnio parlano il portoghese. Sono in gran parte agricoltori di fagioli e cotone.